# Echo des Ostens
De Echo des Ostens was een Duitse communistische krant uit de stad Koningsbergen (Duits: Königsberg, tegenwoordig Kaliningrad).
De datum dat de krant voor het eerst verscheen is niet meer bekend. Een belangrijke medewerker en redacteur was Oskar Seipold. In 1932 werd de krant verboden. 